# 阑尾切除术
阑尾切除术（appendectomy，appendicectomy）是切除阑尾的手術，适用于适用于阑尾炎、阑尾脓肿和阑尾肿瘤。由于以往医学不发达，且小儿阑尾外形似盲肠的延续不易辨清，阑尾切除过去會誤稱“割盲腸”。
一般病人會進行阑尾切除术的原因是因急性闌尾炎而相當疼痛，因此阑尾切除术多半是急症，不過根據大規模的回溯研究發現，若手術延遲十二小時。不會影響手術的結果。根據2003年的大型觀察性研究，成年人進行阑尾切除术後的30天死亡率為1.8%。
阑尾切除术使用一般手術方式或腹腔鏡手術（微創手術）進行，前者称为开腹阑尾切除术，后者称为腹腔镜阑尾切除术。若是在诊断上仍所疑慮，或是希望可以將疤痕藏在肚脐或陰毛處，會用腹腔鏡來進行手術。若是用腹腔鏡手術，復原會比較快，不過費用較傳統手術貴，需要資源較多，手術耗時也比較長，也會有氣腹的風險（大部份病人的風險都很低）。嚴重盆腔败血症患者偶尔需要较低的中线腹腔鏡手術。
阑尾炎视病变程度，如腹膜炎、腹腔渗出、切口感染、肠粘连等，手术处理方式会有所变动。对于阑尾周围脓肿形成者，先予抗感染治疗；如病情不能控制，行脓肿引流手术，或行超声引导下脓肿穿刺置管引流术。